# Exsula victrix
Exsula victrix är en fjärilsart som beskrevs av John Obadiah Westwood 1848. Exsula victrix ingår i släktet Exsula och familjen nattflyn. Inga underarter finns listade i Catalogue of Life.